# イースタン航空66便着陸失敗事故
イースタン航空66便着陸失敗事故（Eastern Air Lines Flight 66）とは、1975年6月24日にアメリカ合衆国で発生した航空事故である。航空事故の原因として、気象現象のウインドシアが初めて注目された事例として知られる。

## 事故の概略
1975年6月24日、イースタン航空66便はルイジアナ州のニューオーリンズを出発し、目的地のニューヨークにあるジョン・F・ケネディ国際空港の22L滑走路に着陸すべく最終アプローチ中であった。66便の直前に着陸した複数の航空機は雷雨を通過した際にダウンバーストに遭遇したが、無事着陸していた。ただしその中には、一時的に墜落寸前の状態に陥ったイースタン航空のトライスター（イースタン航空902便）も含まれていた。しかし地上の管制塔の気象観測器では、航空機を墜落に追い込むような強い風は観測されていなかったため、滑走路を閉鎖する措置は講じなかった。
そのような状況下でイースタン航空66便は、着陸アプローチ中に強力なウインドシアに遭遇した。強力な風により大きく機体が持ち上げられた後で、上空の積乱雲の中心から吹き降ろしてきた強い下降気流につかまり、速度の低下と急激な降下率という致命的な状況に陥った。その結果、滑走路の手前の2400フィート（約730 m）の地点に設置されていた誘導燈に激突し、機体の左翼外縁を引き裂かれながら大きく旋回して大破して、炎上した。
この事故で乗員乗客124名のうち12人が救助されたものの、そのうち3人は事故から1週間後に病院で死亡した。最終的な生存者となった客室乗務員2名と乗客7名は、いずれも66便の機体後部に着席していた。なお、国家運輸安全委員会（NTSB）では事故後7日目以降に死亡した搭乗者は、事故による死者数としてカウントしない。

## 事故原因

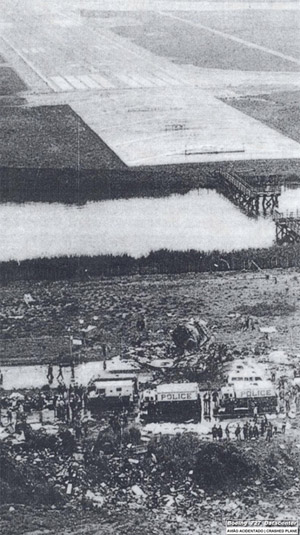
墜落現場。滑走路の手前で墜落した様子が見て取れる。

イースタン航空66便着陸失敗事故の原因について、当初は操縦ミスが原因であろうとする説も有った。しかし、気象学者の藤田哲也が、事故原因はダウンバーストに機体が突入したためであると証明した。66便は高度500 m を飛行中にダウンバースト（マイクロバースト）に遭遇し、急激に高度を落としていた。この時に乗員は計器ではなく外の対象物の視認に努めていたが、激しい雨のせいで視界は利かなかった。また、機体が地表付近の下降気流により、大きく押し下げられていた事実にも気付いていなかった。墜落寸前になって、着陸復行を試み地表への激突を回避しようとしたが手遅れだった。
NTSBはウインドシアの規模から推測して、着陸復行は難しかったという見方を示した。その上で、事故の最大の要因はウインドシアが発生している気象条件の下で、着陸しようとしたためであると結論づけた。また、藤田がドップラー・レーダーによりウインドシアの発生を事前にある程度ならば予測可能だと立証したため、世界各地の空港にドップラー・レーダーが配備される契機ともなった。